# 1086
Năm 1086 là một năm trong lịch Julius.